# Ждановка (Днепропетровская область)
Жда́новка (укр. Жданівка) — село,
Ждановский сельский совет,
Магдалиновский район,
Днепропетровская область,
Украина.
Код КОАТУУ — 1222382501. Население по переписи 2001 года составляло 1191 человек.
Является административным центром Ждановского сельского совета, в который, кроме того, входят сёла
Грабки,
Деконка,
Дудковка и
Крамарка.

## Географическое положение
Село Ждановка находится в 1,5 км от села Грабки,
в 2,5 км от села Крамарка и в 3,5 км от села Оленовка.
По селу протекает пересыхающий ручей с запрудой.

## История
- Около села Ждановка расположены курганы эпохи бронзы (II—I тысячелетия до н. э.), сарматские (II—I вв. до н. э.) и поздних кочевников XI—XIV веков.
- Село Ждановка основано в 1844 году.

## Экономика
- «Фермер», ООО.

## Объекты социальной сферы
- Школа.
- Детский сад.
- Дом культуры.
- Амбулатория.

## Достопримечательности
- Братская могила советских воинов.